# خیابان بهشت
خیابان بهشت با شماره‌گذاری معابر خیابان ۱۶۷۶ تهران یکی از خیابان‌های مرکزی تهران است که در جنوب پارک شهر واقع است. این خیابان از یک طرف به خیابان وحدت اسلامی و از طرف دیگر به خیابان خیام منتهی می‌شود. این خیابان واقع در منطقه ۱۲ شهرداری تهران و مجاور محله سنگلج است. از مهم‌ترین ساختمان‌های واقع در این خیابان می‌توان به ساختمان‌های مرکزی شهرداری تهران، شورای شهر تهران، تئاتر سنگلج، کتابخانه مرکزی (پارک شهر)، پزشکی قانونی شهر اشاره کرد.
1. ↑  «شهرداری تهران از جبه‌خانه تا بهشت». ایسنا. ۲۰۲۳-۰۵-۰۲. دریافت‌شده در ۲۰۲۳-۰۵-۱۱.